# Shamshi-Adad IV
Shamshi-Adad IV, roi d'Assyrie de 1055 à 1051 av. J.-C.
Il fut le 3e fils de Téglath-Phalasar Ier. Nous ne savons pas grand-chose dans les détails sur ce monarque.
Il laissa la place à son fils Assur-Nasirpal Ier (ou Ashurnasirpal ou Assur-Nâsi-Apli).